# Центральный рынок (Москва)
Центральный рынок — рынок в Москве, по адресу Цветной бульвар, дом 15, существовавший до 1994 года.

## История
Базар на Цветном бульваре существовал ещё в 1909 году.
В 1937 году был основан собственно Центральный рынок
В 1959 году было построено новое здание по проекту архитектора М. Шульмейстера, ставшее первым крытым рынком в Москве.
В 1994 году был полностью закрыт и снесён за исключением главного здания, которое правда в скором времени было разорено и запустело.
В декабре 2010 года на его месте открылся торговый центр «Цветной».

## В культуре
Клуб на улице Нагорной

Стал общественной уборной,

Наш родной Центральный рынок

Стал похож на грязный склад.
— Владимир Высоцкий «Пародия на плохой детектив»